# Hanns Petschke
Johannes (Hanns) Georg Manfred Petschke (* 8. April 1884 in Bautzen; † 30. November 1963 ebenda) war ein deutscher Bildhauer in der Lausitz.

## Leben
Petschke war der Sohn des Bautzener Bildhauers Johann August Petschke. Schon sein Großvater war ebenfalls Bildhauer gewesen. Petschke besuchte das Humanistische Gymnasium in Bautzen, lernte anschließend den Bildhauerberuf und schloss daran ein Studium an der Kunstgewerbeschule Dresden an. Dort war er ein Schüler von Hugo Spieler, Wilhelm Kreis und Karl Groß. Nach dem Studium arbeitete er in Nürnberg und Wiesbaden, bevor er sich 1910 in Bautzen als Bildhauer selbstständig machte. Das Adressbuch nannte ihn 1938 als akademischen Bildhauer in der damaligen Kaiserstraße (heute Karl-Marx-Straße) 7.
Neben der Bildhauerei in Stein und Holz war Petschke auch als Maler und Grafiker aktiv. Er war 1933 in Bautzen schon vor der Machtergreifung der Nationalsozialisten auf der 5. Ausstellung der Arbeitsgemeinschaft der Lausitzer Bildenden Künstler mit der Plastik Hitlerjunge vertreten. In der Zeit des Nationalsozialismus war er obligatorisch Mitglied der Reichskammer der bildenden Künste und nahm er an Ausstellungen teil.
Petschke nahm als Soldat der Wehrmacht am Zweiten Weltkrieg teil und arbeitete nach der Entlassung aus der Kriegsgefangenschaft wieder in Bautzen als freischaffender Maler und Bildhauer. Im Sinne der Aufforderung, als Künstler zu den Arbeitern in die Betriebe zu gehen, um deren Leben kennenzulernen, hielt er sich in den 1950er Jahren zur künstlerischen Arbeit im VEB Lowa auf.
Im Bautzener Museum befinden sich Porträtplastiken und Hermen von Petschke.
Petschke war mit Nadjeschda Feofiloff verheiratet. Er wurde auf dem Taucherfriedhof in Bautzen begraben.

## Werke (Auswahl)

### Plastische Werke im öffentlichen Raum
- Denkmal für die Gefallenen des Husarenregiments Nr. 20 (1920, Sandstein; Bautzen, Dom St. Petri)
- Grabmal für die Opfer des Faschismus (Bautzen, Jüdischer Friedhof)

### Plastiken
- Idyll (1952, Zweier-Entengruppe, Ton, gebrannt)[2][3]
- Schmied U. / Lowa Bautzen (1953, Porträtplastik, Gips-Modell)[4][3]

### Malerei und Zeichenkunst
- Darss/Fischland (1952, Pastell)[5][3]

## Weitere Ausstellungen (unvollständig)
- 1920: Bautzen (Jahresausstellung der Freien Künstlervereinigung Bautzen)
- 1934: Dresden, Brühlsche Terrasse („Sächsische Kunstausstellung“)
- 1934: Dresden, Brühlsche Terrasse („Sächsische Aquarell-Ausstellung“)
- 1943: Dresden, Brühlsche Terrasse („Kunstausstellung Gau Sachsen“)
- 1948: Bautzen, Stadt- und Provinzialmuseum („Ausstellung sorbischer bildender Künstler“)[6]